# Wülpensand
Wülpensand (auch Wülpenwerder) ist ein Handlungsschauplatz im mittelhochdeutschen Epos Kudrun. In der 17. bis 19. Âventiure des Epos treffen hier Hartmut von Ormanîe und sein Vater Ludwig mit ihren Truppen auf die Heglinger Hetel, Herwig und Siegfried von Morlant. Es entbrennt ein wilde Schlacht, bei der Hetel von Ludwig erschlagen wird. Der zunächst fiktive Ort wurde bereits im 19. Jahrhundert von Jakob Grimm als eine einstmals existierende Insel in der Scheldemündung gedeutet.

## Wülpensand im Kudruntext
In der 15. Âventiure überfällt Hartmut von Ormanîe Hegelingen, verwüstet es und entführt Kudrun sowie eine größere Zahl von Edelfrauen. Er flieht mit seiner Schiffsflotte zurück in die (N)Ormandie und macht auf der „wilden“, d. h. unbewohnten Flussinsel Wülpensand Rast. Hettel und seine Gefolgsmänner folgen Hartmut unbemerkt. Auf dem Wülpensand kommt es zum gewaltsamen Zusammentreffen. In der Schlacht wird Hettel von Hartmuts Vater Ludwig erschlagen.
Hartmut und seine Gefolgsleute entkommen mit Kudrun. Hettel und alle weiteren Toten werden auf dem Wülpensand begraben und es wird ein Kloster mit Spital gegründet (17. bis 19. Aventiure). Kudrun verbleibt nun lange als Gefangene bei Hartmut, bis Hilde genügend Schiffe zur Befreiung Kudruns bereitstellen kann. Auf dem Wülpensand treffen sich die Verbündeten Hilde, Herwig, Orwin, Horant, Wate u. v. m. mit Seyfried und ziehen mit einem großen Heer gegen Hartmut.
Von der Kudrunforschung wird in diesem Zusammenhang zudem auf eine Stelle im Alexanderlied verwiesen, welches etwas früher als die Kudrun entstanden sein dürfte. In diesem Lied wird der Wülpenwerder als Ort einer Schlacht geführt, wobei hier jedoch Hagen (hier: Hildes Vater) und Wate kämpfen.

## Geografische Lage
Bereits von Grimm wurde der Wülpensand als eine untergegangene Insel in der Mündung der Schelde gedeutet. Hierin sind ihm spätere Autoren meistenteils gefolgt. Grundlage der Deutung sind urkundliche Erwähnungen von 1190, mit der Nennung der Landschaft Wulpia (Heimat der Wulpingi), sowie Karten aus dem 14. Jahrhundert, die deutliche Wortähnlichkeiten (Wulpen, Heydenzee, Catsand) zu Schauplätzen im Kudrun erkennen lassen.
Die einstmals in der Scheldemündung benachbarten Flussinseln Wulpen und Coesant waren zunächst noch durch einen Wasserarm, dem Heydenzee, getrennt. Später versandete der Heydenzee, so dass die Inseln zusammenwuchsen. In mehreren Sturmfluten im 14.–16. Jahrhundert ging Wulpen dann unter.

## Schreibweisen und Namensbedeutung
Neben Wülpensand, Wülpensant, Wulpensant, Wolpensant, Volpensant, Vulpensant u. v. m wird im Kudrun synonym Wulpenwerder, Volpenwert u. v. m. verwendet. Die Endung -sand bzw. -werd bedeutet Insel bzw. Flussinsel (siehe Werder). Wulpen wird mit Wölfin, Wölfinnen oder Wolf übersetzt. Wülpensand bedeutet somit „Strand der Wölfin“ oder „Wolfsstrand“. Es wurde jedoch auch vermutet, dass sich der Wortteil „Wulpen“ ursprünglich vom Regenbrachvogel (niederländisch regenwulp) herleitet.

## Sonstiges
Wülpensand ist der Name einer Straße in Hamburg-Rissen.